# روني كاميرون
روني كاميرون (بالإنجليزية: Ronnie Cameron)‏ هو لاعب كرة قدم أمريكية أمريكي، ولد في 15 أغسطس 1989 في وستباري في الولايات المتحدة.

## وصلات خارجية
- روني كاميرون على موقع مرجع كرة القدم المحترفة.كوم (الإنجليزية)